# Phrynobatrachus manengoubensis
Espèce
Synonymes
- Arthroleptis manengoubensis Angel, 1940

Statut de conservation UICN

 CR  : 
En danger critique
Phrynobatrachus manengoubensis est une espèce d'amphibiens de la famille des Phrynobatrachidae.

## Répartition
Cette espèce est endémique de l'Ouest du Cameroun. Son aire de répartition concerne le lac situé sur le mont Manengouba, à environ 2 000 m d'altitude.

## Taxinomie
Selon Grandison cette espèce pourrait être synonyme de Phrynobatrachus werneri.

## Étymologie
Son nom d'espèce, composé de manengoub[a] et du suffixe latin -ensis, « qui vit dans, qui habite », lui a été donné en référence au lieu de sa découverte, le mont Manengouba.

## Publication originale
- Angel, 1940 : Descriptions de trois amphibiens nouveaux du Cameroun, matériaux de la mission P. Lepesme, R. Paulian et A. Villiers (2e note). Bulletin du Muséum national d'histoire naturelle de Paris, sér. 2, vol. 12, p. 238–243.